# Interbase
Interbase, som varumärke skrivet InterBase, är en relationsdatabas (RDBMS) som utvecklas och marknadsförs av Embarcadero Technologies. Interbase skiljer sig från andra databaser genom låga resurskrav och nästan inga administrationsbehov och versionshantering. Interbase kan köras på Linux, Microsoft Windows och Solaris operativsystem.

## Teknik
I många avseenden är Interbase en konventionell databas. Det är en SQL-92-kompatibel relationsdatabas och den stöder standardgränssnitt som JDBC, ODBC och ADO.NET. Men det finns ett par tekniska saker som skiljer Interbase från andra produkter.

### Låga minnekrav
En full Interbase-7-serverinstallation kräver runt 40 MB. Detta är avsevärt mindre än många klientinstallationer av konkurrerande databaser. Servern använder mycket lite minne när den inte används. En minimal Interbase-klientinstallation kräver runt 400 KB.

## Firebird
FirebirdSQL en parallellprodukt till Interbase som skapades när Borland släppte källkoden till Interbase under modifierad Mozillalicens.